# ФК Полицајац
Фудбалски клуб из Београда, основан 1946. године, под именом ФК Милиционар на иницијативу љубитеља фудбала унутар београдске полиције. Узорно је организован, без обзира у ком се рангу такмичења налази. Често су фудбалери који су играли за овај клуб били припадници МУП-а Србије. Клупска боја дреса је плава, док су у новије време црвена и наранџаста прихваћене као резервне боје клуба. До 1997. клуб се није такмичио у савезном рангу. У сезони 1997/98. осваја Другу лигу Исток и у елитном рангу остаје до 2001, када испада из Прве савезне лиге. У сезони 2012/2013. заузео је 1. место у Другој београдској лиги Група Дунав испред ФК Бања и ФК Синђелић из Угриноваца.
После 2001. два пута мења име. Први пут у ФК 13. мај (бивши дан полиције) и други пут у данашње име. Наступају на стадиону СЦ МУП Макиш, који може да прими око 4.000 гледалаца.

## Познати бивши играчи
- Миливоје Ћирковић
- Ненад Лалатовић
- Оливер Ковачевић
- Никола Лазетић
- Иван Гвозденовић
- Иван Ранђеловић
- Зоран Урумов
- Владо Шмит
- Константин Огњановић
- Драган Станковић
- Дарко Спалевић
- Јован Белеслин

## Познати бивши тренери
- Станислав Караси
- Славиша Божичић
- Зоран Милић